# Manoir de Corrogant
Le manoir de Corrogant est un édifice situé à Saint-Tugdual en France.

## Localisation
Le manoir est situé sur le territoire de la commune de Saint-Tugdual, au lieu-dit Corrogant, dans le département du Morbihan en région Bretagne.

## Description
Le manoir date du XVIIIe siècle. Édifice à un étage carré construit en moellon de pierre de taille, toiture à longs pans couverte en ardoises ; pignon couvert ; escalier hors-œuvre : escalier tournant à retours sans jour.

## Historique
Le manoir est inscrit à l'inventaire général du patrimoine culturel.